# 欧州自動車道路

欧州自動車道路40の標識

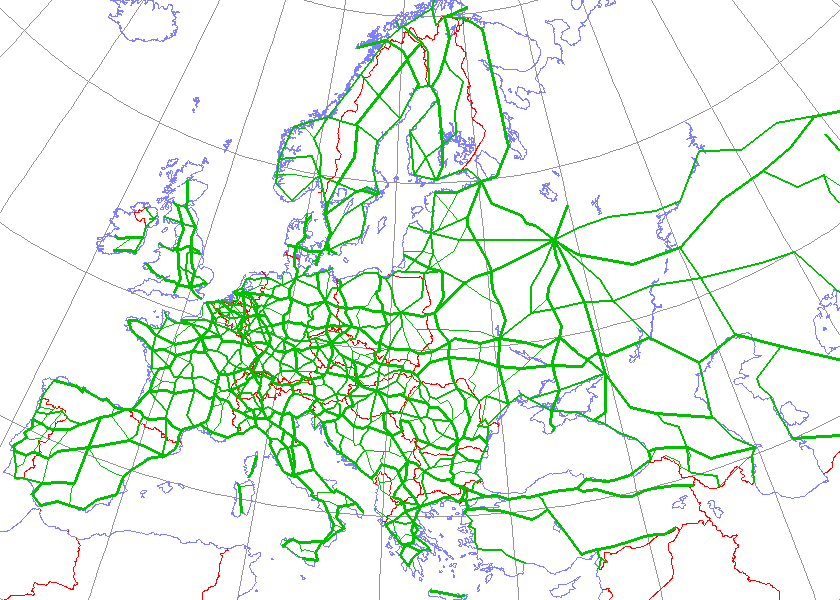
欧州自動車道路

欧州自動車道路（おうしゅうじどうしゃどうろ）は、ヨーロッパにおける国際的な道路網。ヨーロッパハイウェイ、欧州道路や国際E-ロードネットワークとも呼ばれる。
国境をまたがって伸びており、ルートの決定は欧州経済委員会(United Nations Economic Commission for Europe 略称UNECE)によって行われている。そのため、この道路網はヨーロッパのみならず、欧州経済委員会参加国である中央アジアのカザフスタン、キルギスも含んだものになっている。
多くの国では国の道路標識の隣にヨーロッパ共通の道路標識を表示している。しかしながらスウェーデンのように、ヨーロッパ道路標識の表示に排他的な国もある。また、イギリスでは全く道標を設置しておらず、アイルランドは最近計画された道路一つのみに道標を設置している。このように道路標識の表示方法などは統一されていない。
同様の国際道路網としてはアジアハイウェイや、パンアメリカンハイウェイなどがある。

## 路線番号
路線番号の決定は1975年の欧州経済委員会で定義され、1992年の改正およびコーカサスを含む中央アジア諸国への延伸が2001年に行われている。その後さまざまなマイナーチェンジが行われて(2008年)現在に至っている。
幹線となるクラスAの道路は2桁の番号を振っており、一方でローカル線であるクラスBの道路は3桁の番号を振っている。例外もあるが、以下のような規則がある。
- 南北縦断の道路は二桁の数字（原則奇数）を持っており、西のほうが番号が若い。X5のように表示されるものが多い。
- 東西横断の道路は二桁の数字（偶数）を持っており、北のほうが番号が若い。X0のように表示されるものが多い。
- 中間的道路の場合南北間の道路には奇数が使われ東西間の道路には偶数が使われる。（つまり南北縦断15～25の間の道路なら北から順に17、19、21、23が割り振られる。）
- Bクラスの道路の場合三桁の数字を持っており、100の桁は一番近い北の東西道路の10桁の数字を、10の桁は一番近い西の南北道路の10の桁の数字を、1の桁には通し番号が振られる。（例：一つ北にE40号線、一つ西にE49号線の場合E44xとなる。xには通し番号を入れるのでE441、E442･･･となる。）

なお、南北道路の場合ではヨーロッパは南北に広いため、101から129番の奇数番道路もAクラスとなる。101E道路よりも西のBクラスの道路の番号は001から099までで名づけられる。

### 例外
最初に決定された命名規則で考えていたよりも多くの道路が欧州道路として登録されたため、多くの例外もある。
E47とE55号道路の二つのクラスAロードはノルウェーとスウェーデンに敬意を払い、番号変更を認められ、E4、E6号道路に名称変更した。これらの例外が認められたのはルートが長く、番号変更の際の費用が大きいものの、この地域のロードネットによく関連していたためであり、それ以降、スウェーデンとノルウェーはこの道路を国の表記と同様にロードネットとしての機能を持たせており統合している。この輸送路は南北間を走るものであるため本来は奇数を付けるべきところだが、これらの道路はスカンジナビア半島からデンマークを介しヨーロッパ本土をつなぐためにこのような名づけになった。
そのほかにも特殊な例はいくつかあるものの、秩序を保ちにくいので、ネットワークを広げるときにのみ許可されており、UNECEは不必要に道路番号を変えたりはしない。

## 標識
スウェーデン、ノルウェー、デンマークなどでは自国の道路網と統合しており、自国の番号は持っていない。
多くの国ではE-ロード表記は自国のネットワークの一段上のネットワークを形成している。
標識はどの道路に続いているのかを示すために多く取り付けられているが、どこに到達するかは書いていない。
ベルギーではE-表記が高速道路と関係している。このためE表記に案内表記も表示されており、高速道路でない部分には案内表示がされていない。
ドイツのようにわかりづらいものの案内標識を備えている国もあり、その場合はドイツの道路網を使用しなければならない。イギリスやアイルランド、またはウズベキスタンなどのいくつかの国では、E-道路が全く案内標識を備えていなかったが、2007年7月新たに取り付けられた。

## 道路リスト
二都市間のつながりはダッシュで示しており、フェリーの有無にかかわらず海をまたぐ場合は三点リーダをつけている 

### クラスA

#### 南北方面主要道路
- – 2960 km : グリーノック – グラスゴー – プレストン – バーミンガム – サウサンプトン … ル・アーヴル – パリ – オルレアン – ボルドー – サン・セバスティアン – マドリード – セビリア – アルヘシラス
- - 3590 km : インヴァネス – パース – エディンバラ – ニューカッスル – ロンドン – フォークストン – ドーバー … カレー – パリ – リヨン – オランジュ – ナルボンヌ – ジローナ – バルセロナ – タラゴナ – カステリョン・デ・ラ・プラナ – バレンシア – アリカンテ – ムルシア – アルメリア – マラガ – アルヘシーラス
- - 1830 km : ホック・フォン・ホランド（英語版） – ロッテルダム – アイントホーフェン – マーストリヒト – リエージュ – バストーニュ – アルロン – ルクセンブルク市 – メス – サンタヴォル（英語版） – ストラスブール – ミュルーズ – バーゼル – オルテン – ベルン – ローザンヌ – ジュネーヴ – モンブラン – アオスタ – イブレア – ベルチェリ – アレッサンドリア – ジェノヴァ … バスティア – ポルト＝ヴェッキオ – ボニファシオ … ポルト・トッレス – サッサリ – カリャリ … パレルモ
- – 1660 km : アムステルダム – ユトレヒト – アーネム – エンメリッヒ（英語版） – オーバーハウゼン – ケルン – フランクフルト – ハイデルベルク – カールスルーエ – オッフェンブルク – バーゼル – オルテン – ルツェルン – アルトドルフ – サンゴタール峠 – ベッリンツォーナ – ルガーノ – キアッソ（英語版） – コモ – ミラノ – ピアチェンツァ – パルマ – モデナ – フィレンツェ – ローマ
- - 4920 km : カレスバント（英語版） - カレスアンド（英語版） - アルヴィツヤウル（英語版） - エステルスンド - ムーラ（英語版） - セフレ - イェーテボリ … フレデリクスハウン – オールボー – オルフス – ヴァイレ – コリング – フレンスボー – ハンブルク – ハノーファー – ゲッティンゲン– カッセル – フルダ – ヴュルツブルク – ニュルンベルク – ミュンヘン – ローゼンハイム – ヴェルグル – インスブルック – ブレンナー – フォルテッツァ – ボルツァーノ – トレント – ヴェローナ – モデナ – ボローニャ – チェゼーナ – ペルージャ – フィアーノ・ロマーノ – ナポリ – サレルノ – シチニャーノ – コゼンツァ – ヴィッラ・サン・ジョヴァンニ … メッシーナ – カターニア – シラクーザ – ロゾリーニ - ジェーラ
- - 2920 km : ヘルシングボリ … ヘルシンゲル – コペンハーゲン – キューゲ – ボーディングボリ – ファロー – ニュクービン・ファルスタ – ゲザー … ロストック – ベルリン – リュッベナウ – ドレスデン – テプリツェ – プラハ – タヴォル – リンツ – ザルツブルク – フィラッハ – タルヴィージオ – ウーディネ – パルマノーヴァ – メストレ – ラヴェンナ – チェゼーナ – リミニ – ファーノ – アンコーナ – ペスカーラ – カノーザ・ディ・プーリア – バーリ – ブリンディジ … イグメニツァ – プレヴェザ – Rhion – パトライ – Pyrgos – カラマイ (後述のE4も参照)
- - 3800 km : マルメ – イースタッド … シフィノウイシチェ – ヴォリン – ゴレニュフ – シュチェチン – ゴジュフ・ヴィエルコポルスキ – シフィェボジン – ジェロナ・グラ – レグニツァ – イェレニャ・グラ – ハラホフ – ジェレズニー・ブロット（英語版） – トゥルノフ（英語版） – ムラダー・ボレスラフ – プラハ – イフラヴァ – ブルノ – ブラチスラヴァ – Rajka – チョルナ – ソンバトヘイ – ザラエゲルセグ – ナジカニジャ – レテニェ – ザグレブ – カルロヴァツ – リエカ – スプリト – ドゥブロヴニク – ペトロヴァツ – ポドゴリツァ – ビイェロ・ポリェ – スコピエ – キチェヴォ – オフリド - ビトラ – ニキ（英語版） – ベヴィー（英語版） – コザニ – ラリサ – ドモコス（英語版） – ラミア – Brallos – Itea – Antirrio … Rhion – Aigio – コリントス – トリポリス – カラマタ … キサモス（英語版） – ハニア
- - 4340 km : ヴァードー – ヴァドソー – ヴァランゲルボタン – ウツヨキ – イナリ – イバロ – ソダンキュラ – ロヴァニエミ – ケミ – オウル – ユヴァスキュラ – ヘイノラ – ラハティ – ヘルシンキ … グダニスク – シフィェチェ – ウッチ – ピョートルクフ・トルィブナルスキ – カトヴィツェ – ジリナ – ブラチスラヴァ – ジェール – ブダペスト – セゲド – スボティツァ - ノヴィ・サド - ベオグラード – ニシュ – クマノヴォ – スコピエ – テッサロニキ – ラリサ – ラミア – アテネ … ハニア – イラクリオン – アイオス・ニコラオス – シチア
- - 2300 km : クライペダ – カウナス – ヴィリニュス – リダ – スロニム – コブリン – ドゥブノ — テルノーピリ — チェルニウツィー — シレト – スチャヴァ – ロマン – ウルジチェニ – ブカレスト – ジュルジュ – ルセ - ビャラ – ヴェリコ・タルノヴォ – スタラ・ザゴラ – ハスコヴォ – スヴィレングラト（英語版） – オルメニオ（英語版） – カスタニス – ディディモティコ（英語版） – アレクサンドルーポリ
- - 1790 km : サンクトペテルブルク – プスコフ – ホメリ – キエフ – オデッサ … サムスン – メルジフォン（英語版）
- - 850 km : モスクワ – カルーガ – ブリャンスク – グルホフ – キエフ
- - 3770 km : キルケネス – ムルマンスク – ペトロザボーツク – サンクトペテルブルク – モスクワ – オリョール – ハルキウ – シンフェローポリ – Alushta – ヤルタ
- - 1730 km : ヤロスラブリ – モスクワ – ボロネシ – ノヴォロシースク
- - 1050 km : ミネラリヌイエボードゥイ – ナリチク – ウラジカフカース – トビリシ – エレバン – ゴリス – Megri
- - 2630 km : モスクワ – タンボフ – ポヴォリノ – ヴォルゴグラード – アストラハン – マハチカラ – クバ（英語版） – バクー – Alyat – アスタラ
- - 2700 km : サマーラ – オラル – アティラウ – Beineu – Shetpe – Zhetybai – Fetisovo – Bekdash – トルクメンバシ – Gyzylarbat – イラン国境
- - 2840 km : チェリャビンスク – Kostanai – Esil – Derzhavinsk – アルカルイク – Zhezkazgan – クズロルダ – シムケント – タシュケント – アイム – ドゥシャンベ – Nizhniy Panj
- - 2600 km : Petropavl – アスタナ – カラガンダ – バルハシ – Burubaytal – アルマトイ – ビシュケク – ナルイン – トルガルト
- - 1330 km : オムスク – パヴロダル – セメイ – Georgiyevka – Maikapshagai

#### 東西方面主要道路
- - 880 km : オー – Svolvær … Melbu – ソルトラン – Lødingen – Evenes – ナルヴィク – キルナ – Töre – ルレオ
- - 1880 km : Shannon – リムリック – ダブリン … リヴァプール – マンチェスター – キングストン・アポン・ハル … エスビャウ –コペンハーゲン – マルメ – ヘルシンボリ – ハルムスタッド – ヨーテボリ – エレブルー – ストックホルム … タリン – ナルヴァ – サンクトペテルブルク
- - 6050 km : コーク – ウォーターフォード – Wexford – Rosslare … フィッシュガード – スウォンジ – ブリッジエンド - カーディフ – ニューポート – ブリストル – ロンドン – コルチェスター – イプスウィッチ – フェリックストウ … Hoek van Holland – デン・ハーグ – ゴーダ – ユトレヒト – アメルスフォールト – Oldenzaal – オスナブリュック – バート・エーンハウゼン – ハノーファー – ブラウンシュヴァイク – マクデブルク – ベルリン – Świebodzin – ポズナニ – ワルシャワ – ブレスト – ミンスク – スモレンスク – モスクワ – リャザン – ペンザ – サマーラ – ウファ – チェリャビンスク – クルガン – イシム – オムスク
- - 8500 km : カレー – ブルージュ – ヘント – ブリュッセル – ルーヴェン - リエージュ – アーヘン – ケルン – Olpe – ヴェッツラー – Bad Hersfeld – - アイゼナハ – エアフルト – ゲーラ – ケムニッツ – ドレスデン – ゲルリッツ – レグニツァ – ヴロツワフ – オペルン – グリヴィツェ – ザブジェ - カトヴィツェ - クラクフ – Przemyśl – リヴィウ – リウネ – ジトーミル – キエフ – ハルキウ – ルハーンシク – ヴォルゴグラード – アストラハニ – アティラウ – Beineu – Kungrad – ヌクス – ダショグズ – ブハラ – ナヴァーイー – サマルカンド – ジザフ – タシケント – シムケント – タラズ – ビシュケク – アルマティ – Sary-Ozek – タルディコルガン – Ucharal – Taskesken – Ayaguz – Georgiyevska – オスケメン – Ridder
- - 5100 km : ブレスト – レンヌ – ル・マン – パリ – ランス – メス – ザールブリュッケン – マンハイム – ハイルブロン – ニュルンベルク – Rozvadov – プルゼニ – プラハ – イフラヴァ – ブルノ – トレンチーン – プレショフ – Vyšné Nemecké – ウージュホロド – Mukacheve – ストルィイ – テルノーピリ – フメリニツキー – ヴィーンヌィツャ – ウーマニ – キロヴォフラード – ドニプロペトロウシク – ドネツィク – ロストフ・ナ・ドヌ – アルマヴィル – ミネラーリヌィエ・ヴォードィ – マハチカラ
- - 6200 km : ブレスト – ロリアン – ヴァンヌ – ナント – アンジェ – トゥール – オルレアン – Montargis – オセール – ボーヌ – ドル – ブザンソン – ベルフォール – ミュルーズ – バーゼル – チューリヒ – ヴィンタートゥール – ザンクト・ガレン – St. Margrethen – ブレゲンツ – Feldkirch – Landeck – Telfs – インスブルック – Lauterach – Feldkirch – Imst – インスブルック – ヴェルグル – ローゼンハイム – Bad Reichenhall – ザルツブルク – Sattledt – リンツ – ザンクト・ペルテン – ウィーン – Nickelsdorf – モションマジャローヴァール – ブダペスト – ソルノク – Püspökladány – オラデア – クルージュ＝ナポカ – トゥルダ – トゥルグ＝ムレシュ – ブラショヴ – プロイェシュティ – ブカレスト – ウルジチェニ – スロボジア – フルショヴァ – コンスタンツァ … ポティ – Samtredia – Khashuri – トビリシ – ギャンジャ – Evlak – バクー … テュルクメナバート – Gyzylarbat – アシガバード – Tedjen – マル – Chardzhu – Alat – ブハラ – カルシ – Guzai – Sherobod – テルメズ – ドゥシャンベ – Jirgatal – Sary Tash – Irkeshtam
- - 4550 km : ア・コルーニャ – ビルバオ – サン・セバスティアン – ボルドー – クレルモン＝フェラン – リヨン – シャンベリ – スーサ – トリノ – アレッサンドリア – トルトーナ – ブレシア – ヴェローナ – メストレ – パルマノーヴァ – トリエステ – ポストイナ – リュブリャナ – ザグレブ – スラヴォンスキ・ブロド – ベオグラード – ヴルシャツ – ティミショアラ – ドロベタ＝トゥルヌ・セヴェリン – クラヨーヴァ – アレクサンドリア – ブカレスト – ジュルジュ – ルセ – ラズグラト – シュメン – ヴァルナ … サムスン – オルドゥ – ギレスン – トラブソン – バトゥミ – ポティ
- - 5600 km : リスボン – バリャドリード – サン・セバスティアン – トゥールーズ – ニース – ジェノヴァ – ローマ – ペスカーラ … ドゥブロヴニク – ポドゴリツァ - プリシュティナ – ニシュ - ソフィア – プロヴディフ - イスタンブール – イズミット – ゲレデ – アマスィヤ – エルズルム – ギュルブラク – イラン国境からアジアハイウェイ1号線へ（そこから、東京へ。）
- – 4770 km : リスボン– マドリード – バルセロナ … マザーラ・デル・ヴァッロ – パレルモ – ブオンフォルネッロ – メッシーナ … レッジョ・ディ・カラブリア - メタポント – ターラント – ブリンディジ … イグメニツァ – ヨアニナ – テッサロニキ – アレクサンドルーポリ – ゲリボル … Lapseki – ブルサ – アンカラ – アダナ – ヌサイビン – Habur – イラク国境

#### 南北方面
- - 1460 km : Larne – ベルファスト – ダブリン – Rosslare … ア・コルーニャ – ポンテベドラ – Valença do Minho – ポルト - リスボン - Vila Real de Santo António – ウエルバ – セビリア
- - 470 km : シェルブール＝オクトヴィル – ラ・ロシェル
- – 250 km : ポー – ハカ – サラゴサ
- – 880 km : オルレアン – トゥールーズ – バルセロナ
- – 540 km : ヴィエルゾン – モンリュソン – クレルモン＝フェラン – モンペリエ
- – 230 km : ドンカスター – シェフィールド – ノッティンガム – レスター – ノーザンプトン – ロンドン
- – 670 km : アントウェルペン – ボーヌ
- – 520 km : アムステルダム – ブリュッセル – パリ
- – 540 km : メス – ジュネーヴ
- – 390 km : メス – ローザンヌ
- – 350 km : ベルフォール – ベルン – マルティニー – アオスタ
- – 290 km : ケルン – サルグミーヌ – E25 (towards Strasbourg)
- – 520 km : ロッテルダム – ルートヴィヒスハーフェン
- – 100 km : パルマ – ラ・スペーツィア
- – 290 km : ブレーメン – ケルン
- – 1330 km : トロンハイム – Orkanger – Vinjeøra – Halsa – Straumsnes – Krifast – Batnfjordsøra – モルデ … Vestnes – Skodje – オーレスン – Volda – Nordfjordeid … Sandane – Førde – Lavik … Instefjord – Knarvik – ベルゲン – Os … Stord – Sveio – Aksdal – Bokn … Rennesøy – Randaberg – スタヴァンゲル – サンネス – Helleland – Flekkefjord – Lyngdal – マンダール – クリスチャンサン … Hirtshals – Hjørring – Nørresundby – オールボー
- – 760 km : ドルトムント – ヴェッツラー – アシャッフェンブルク – ヴュルツブルク – シュトゥットガルト – シャフハウゼン – ヴィンタートゥール – チューリッヒ – アルトドルフ
- – 510 km : ヴュルツブルク – ウルム – リンダウ – ブレゲンツ – St. Margrethen – Buchs – クール – San Bernardino – ベッリンツォーナ
- – 290 km : ヘルシンボリ … ヘルシンゲル – コペンハーゲン – キューゲ – Vordingborg – Farø – Rødby … Puttgarden – Oldenburg – リューベック (See also E06 below.)
- – 740 km : マクデブルク – ハレ – プラウエン – Schönberg – Vojtanov – ヘプ - カルロヴィ・ヴァリ – プルゼニ – チェスケー・ブジェヨヴィツェ – Halámky – ウィーン
- – 410 km : ベルリン – ライプツィヒ – ゲーラ – Hirschberg – ホーフ – バイロイト – ニュルンベルク
- – 270 km : プルゼニ – Bayerisch Eisenstein – デッゲンドルフ – ミュンヘン
- – 380 km : Sattledt – Liezen – St. Michael – グラーツ – マリボル – リュブリャナ
- – 660 km : プラハ – イフラヴァ – ウィーン – グラーツ – Spielfeld – マリボール – ザグレブ
- – 240 km : フィラッハ – Karavanke Tunnel – ナクロ – リュブリャナ – トリエステ – リエカ
- – 1110 km : Sodankylä – Kemijärvi - Posio – クーサモ – カヤーニ – Iisalmi – クオピオ – ユヴァスキュラ – タンペレ – トゥルク
- – 1630 km : ヘルシンキ … タリン – リガ – カウナス – ワルシャワ – ピョートルクフ・トルィブナルスキ – ヴロツワフ – Kłodzko – Kudowa Zdrój – ナーホト – フラデツ・クラーロヴェー – プラハ; also known as the Via Baltica
- – 130 km : ノールカップ – Olderfjord
- – 970 km : コシツェ – ミシュコルツ – ブダペスト – Balatonaliga – ナジカニジャ – ザグレブ – カルロヴァツ – クニン – スプリト
- – 710 km : ブダペスト – セクサールド – モハーチ – オシエク – ジャコヴォ – シャマツ – ゼニツァ – モスタル – メトコヴィチ
- – 1690 km : プスコフ – リガ – シャウレイ – Tolpaki – カリーニングラード … グダンスク – エルブロンク – ワルシャワ – ラドム – クラクフ – Trstená – ルジョムベロク – ズヴォレン – ブダペスト
- – 1160 km : ミシュコルツ – デブレツェン – Püspökladány – オラデア – ベユシュ – デヴァ – ペトロシャニ – トゥルグ・ジウ – クラヨーヴァ – カラファト … ヴィディン – ヴラツァ – ボテヴグラト – ソフィア – ブラゴエヴグラト – セレス – テッサロニキ
- – 990 km : Mukacevo – ハルメウ – サトゥ・マーレ – ザラウ – クルージュ＝ナポカ – トゥルダ – セベシュ – シビウ – ピテシュティ – ブカレスト - コンスタンツァ
- – 250 km : ビャラ – プレヴェン – ヤブラニツァ – ボテヴグラト – ソフィア
- – 2030 km : オデッサ – イズマイール – Reni – ガラツィ – トゥルチャ – コンスタンツァ – ヴァルナ – ブルガス – マルコ・タルノヴォ – デレキョイ – クルクラーレリ – Babaeski – Havsa – Keşan – ゲリボル – Ayvalık – イズミル – セルチュク – アイドゥン – デニズリ – Acıpayam – Korkuteli – アンタリヤ
- – 130 km : Gerede – Kızılcahamam – アンカラ
- – 170 km : Toprakkale – İskenderun – アンタキヤ – Yayladağ – シリア
- – 1150 km : ヘルソン – Djankoy – ノヴォロシースク – ソーチ – スフミ – ズグディディ – セナキ
- (no longer exists) – Doğubeyazıt – Muradiye – Bitlis – ディヤルバクル – シャンルウルファ

#### 東西方面
- E02 – 現在未使用

- – 1590 km : ヘルシンボリ – ヨンショーピング – リンシェーピング – ノーショーピング – セーデルテリエ – ストックホルム – ウプサラ– スンツヴァル – エルンシェルツビク – ウメオ – ルレオ – ハパランダ （英語版） – トルニオ

- – 3120 km : Trelleborg – マルメ – ヘルシンボリ – Halmstad – ヨーテボリ – オスロ – ハーマル – リレハンメル – Dombås – トロンハイム – Stjørdal – スタインシャー – Mosjøen – モー・イ・ラーナ – Rognan – Fauske … Ballangen – ナルヴィク – Setermoen – アルタ – Olderfjord – Lakselv – カラショーク – Varangerbotn – キルケネス

- – 1410 km : トロムソ – ノールヒョースボットン（英語版） – シーボットン （英語版） – キルピスヤルビ – コラリ（英語版） – トルニオ – ケミ – オウル – コッコラ – ヴァーサ – ポリ – トゥルク

- – 910 km : モー・イ・ラーナ – ウメオ … ヴァーサ – タンペレ – ハメーンリンナ – ヘルシンキ

- – 460 km : トロンハイム – エステルスンド – スンツヴァル

- – 1180 km : ロンドンデリー – ベルファスト … グラスゴー – エディンバラ … ベルゲン – Arna – ヴォス … ラルダール（英語版） – Tyin – ファゲルネス（英語版） – ヘネフォス（英語版） （– Sandvika – オスロ ）– ガーデモエン – コングスビンゲル（英語版） – トーシュビュー（英語版） – マールング（英語版） – ボルレンゲ（英語版） – ファールン – サンドビーケン（英語版）

- – 1890 km : クレイガボン（英語版） – ベルファスト – ラーン … ストランラー（英語版） – グレットナ（英語版） – カーライル – ニューカッスル … クリスチャンサン – アーレンダール – ポールスグルン（英語版） – ラルヴィク – サンネフヨル – ホーテン（英語版） – ドランメン – オスロ – アシーム（英語版） – カールスタード – エレブルー – ヴェステロース – ストックホルム/カペルシャー … マリエハムン … トゥルク/ナーンタリ – ヘルシンキ – コトカ – ヴァーリマー（英語版） – ヴィボルグ – サンクトペテルブルク

- - 5320 km : ホリーヘッド – チェスター – ウォリントン – マンチェスター – リーズ – ドンカスター – イミンガム（英語版） … アムステルダム – フローニンゲン – ブレーメン – ハンブルク – リューベック – ロストック – ザスニッツ … トレレボリ（英語版） – マルメ – カルマル – ノーショーピング … ヴェンツピルス – リガ – レーゼクネ – ヴェリーキエ・ルーキ – モスクワ – ウラジーミル – ニジニ・ノヴゴロド - カザン - エラブガ - ペルミ - (アジアとの境界) - エカテリンブルク - チュメニ - イシム（英語版）

- – 230 km : バーミンガム – ケンブリッジ – イプスウィッチ

- – 280 km : ハンブルク – ベルリン

- – 1230 km : ベルリン – シュチェチン – ゴレニュフ – コシャリン – スウプスク - グディニャ - グダニスク – カリーニングラード – タルパキ（英語版） – ネステロフ – マリヤンポレ – ヴィリニュス – ミンスク

- – 30 km : コルチェスター – ハリッジ

- – 470 km : ゼーブルッヘ – アントウェルペン – アイントホーフェン – フェンロー – オーバーハウゼン – ドルトムント – バート・エーンハウゼン

- – 220 km : ベルリン – リュベナウ – コトブス – レグニツァ

- – 3,400 km : フルーヒウ – クルスク – ヴォロネジ – サラトフ – オラル – アクトベ – カラブラク（英語版） – アラル – Novokazalins – クズロルダ – シムケント

- – 620 km : ダンケルク – リール – モンス – シャルルロワ – ナミュール – リエージュ – ザンクト・フィート – ヴィットリヒ – ビンゲン – ヴィースバーデン – フランクフルト・アム・マイン – アシャッフェンブルク

- – 780 km : ル・アーヴル – アミアン – シャルルヴィル＝メジエール – ルクセンブルク市 – トリーア – コブレンツ – ヴェッツラー – ギーセン

- – 720 km : シェルブール＝オクトヴィル – カーン – ルーアン – ランス – シャルルヴィル＝メジエール – リエージュ

- – 350 km : シュヴァインフルト – バイロイト – マルクトレドヴィッツ – ヘプ – カルロヴィ・ヴァリ – プラハ

- – 520 km : ストラスブール – アッペンヴァイラー（英語版） – カールスルーエ – シュトゥットガルト – ウルム – ミュンヘン – ザルツブルク

- – 860 km : パリ – ショーモン – ミュルーズ – バーゼル – ヴァルツフート（英語版） – リンダウ – ミュンヘン

- – 310 km : ニュルンベルク – レーゲンスブルク – パッサウ – ヴェルス – ザットレット（英語版）

- – 2200 km : ウィーン – ブラチスラヴァ – ズヴォレン – コシチェ – ウージュホロド – ムカチェヴォ – ハルメウ（英語版） – スチャヴァ – ヤシ – スクレニ（英語版） – キシナウ – オデッサ – ムィコラーイウ – ヘルソン – メリトーポリ – タガンローク – ロストフ・ナ・ドヌ

- – 1290 km : ナント – ポワチエ – マコン – ジュネーヴ – ローザンヌ – マルティニー – シオン – ジンプローン（英語版） – グラヴェッローナ・トーチェ – ミラノ – トルトーナ – ジェノヴァ

- – 240 km : トリノ – ミラノ – ブレーシャ

- – 650 km : フォルテッツァ – サン・カンディド – シュピッタール・アン・デア・ドラウ – フィラッハ – クラーゲンフルト – グラーツ – ヴェスプレーム – セーケシュフェヘールヴァール

- – 510 km : セゲド – アラド – デヴァ – シビウ – ブラショヴ

- – 250 km : ボルドー – トゥールーズ

- – 240 km : ニース – クーネオ – アスティ – アレッサンドリア

- – 80 km : ピサ - ミリアリーノ – フィレンツェ

- – 270 km : グロッセート – アレッツォ – サンセポルクロ – ファーノ

- – 380 km : ポルト – ヴィラ・レアル– ブラガンサ – サモラ – トルデシリャス

- – 150 km : ケシャン（英語版） – テキルダー – シリウリ

- – 200 km : Kristalopigi – Flórina – Vévi – Géfira

- (no longer exists) - 640 km : Ankara – Yozgat – Sivas – Refahiye

- – 320 km : イグメニツァ – ヨアニナ – トリカラ – ラリサ – ヴォロス

- – 80 km : コリントス – メガラ – Attiki Odos（エレウシス – アテネ郊外 – Markopoulo Mesogeas）

- (no longer exists) – 440 km : İzmir – Usak – Afyon – Sivrihisar

- – 60 km : Topboğazi – クルクハン（トルコ語版） – レイハンル（トルコ語版） – Cilvegözü → シリアへ

### クラスB
- – トビリシ – Bagratashe – ヴァナゾル

- – Alyat – Saatli – Meghri – Ordubad – Djulfa – ナヒチェヴァン – Sadarak

- – ウチュクドゥク – ダショグズ – アシガバート – Gaudan

- – Kzylorda – ウチュクドゥク – ブハラ

- – Guza – サマルカンド

- – Ayni – コーカンド

- – タシュケント – コーカンド – Andijan – オシ – Irkeshtam

- – ドゥシャンベ - クリャーブ - Kalaikhumb - ホログ – Murghab – Kulma – 中国国境へ

- – Jirgatal – ホログ – Ishkashim – Lyanga – 中国へ

- – オシ – ビシュケク

- – Kokpek – Kegen – Tyup

- – アルマトイ – Kokpek – Chundzha – Koktal - Khorgos

- – Sary - Ozek – Koktal

- – Usharal – ドストゥク

- – Taskesken – Tacheng

- – Zapadnoe – Zhaksy – Atbasar – アスタナ

- – エラブガ – ウファ (added 2003)

- – ジェスカスガン – カラガンダ – パヴロダル - ウスペンカ (added 2003)

- – ペトロパブル – Zapadnoe (added 2003)

- – ハウゲスン – オッダ – Haukeli – Seljord – コングスベルグ – ドランメン

- – オーレスン – Tresfjord – オンダルスネス – Dombås

- – コーク – ポートリーシュ

- – アムステルダム – アメルスフォールト

- – アメルスフォールト – ホーヘフェーン – フローニンゲン

- – ホーヘフェーン – Haselünne – Cloppenburg – ブレーメン

- – クックスハーフェン – ブレーマーハーフェン – ブレーメン – Walsrode

- – Sassnitz – シュトラールズント – ノイブランデンブルク – ベルリン

- – Świecie – ポズナン – ヴロツワフ

- – カウナス – ウクメルゲ – ダウガフピルス – レーゼクネ – オストロフ

- – タリン – タルトゥ – ヴォル – Luhamaa(added 2004)

- – ユフヴィ – タルトゥ – ヴァルガ – ヴァルカ – ヴァルミエラ – Incukalns

- – ミンスク – バブルイスク - ホメリ (formerly began Klaipėda – Kaunas – Vilnius)

- – クライペダ – パランガ – シャウレイ – パネヴェジース – ウクメルゲ – ヴィリニュス

- – ブレダ – ホルクム – ユトレヒト

- – フリシンゲン– ブレダ – アイントホーフェン

- – アントウェルペン – リエージュ

- – ルーヴェン – ハッセルト – ヘールレン – アーヘン

- – ドルトムント – カッセル

- – ラドム – ジェシュフ – Barwinek – Vyšný Komárnik – Svidnik – プレショフ

- – ワルシャワ – ルブリン – リヴィウ

- – ルブリン – コーヴェリ – リウネ – キエフ

- – 使用中止

- – Trosna – フルーヒウ

- – サン＝ブリユー – カーン

- – カレー – ルーアン – ル・マン

- – ゼーブルッヘ – ブルッヘ – ルーセラーレ – コルトレイク – トゥルネー

- – ヤブベーケ – ゼーブルッヘ

- – ブリュッセル – ナミュール – アルロン – ロンウィ – メス

- – ニヴェル – シャルルロワ – ランス

- – アーヘン – ザンクト・フィート – ルクセンブルク

- – トリーア – ザールブリュッケン

- – トゥルネー – Halle

- – ケムニッツ – プラウエン – ホーフ (E51)

- – カルロヴィ・ヴァリ – テプリツェ – Turnov – フラデツ・クラーロヴェー – オロモウツ – ジリナ

- – ギーセン – フランクフルト・アム・マイン – マンハイム

- – スビタビ – ブルノ – ウィーン

- – ブルノ – オロモウツ – チェスキー・チェシン -  クラクフ

- – Mukačevo – リヴィウ

- – ル・マン – アンジェ

- – ル・マン – Tours

- – Courtenay – トロワ

- – Remiremont – ミュルーズ

- – オッフェンブルク – ドナウエッシンゲン

- – メミンゲン – フュッセン

- – ミュンヘン – ガルミッシュ＝パルテンキルヒェン – ミッテンヴァルト – ゼーフェルト – インスブルック

- – チェスケー・ブジェヨヴィツェ – Humpolec

- – ミュンヘン – ブラウナウ・アム・イン – ヴェルス – リンツ

- – ブラチスラヴァ – ズヴォレン – コシツェ

- – トレンチーン – Žiar nad Hronom

- – Püspökladány – ニーレジハーザ – Chop – ウージュホロド

- – バカウ – ブラショヴ – ピテシュティ – クラヨヴァ

- – ブラチスラヴァ – Dunajská Streda – Medvedov – Vámosszabadi – ジェール

- – クルージュ＝ナポカ – デージ（かつてはビストリツァ - スチャヴァまで続いていた）

- – プロイェシュティ – ブザウ

- – サラツェル – レギン – トプリツァ – ゲオルゲニ – ミェルクレア・チウク – スフントゥ・ゲオルゲ – チチシュ

- – Tişiţa – テクチ – アルビツァ – レウシェニ – キシナウ – オデッサ

- – Săbăoani – ヤシ – Sculeni – Beltzy – Mohelerpodolsc – Vinnitza – ジトーミル

- – ポルタヴァ – キロヴォフラード – キシナウ –ジュルジュレシュティ（英語版） – ガラツィ – スロボジア

- – クラスノダール – Djoubga

- – ニオール – ラ・ロシェル

- – ラ・ロシェル – サント

- – サント – アングレーム – リモージュ (formerly to Sculeni)

- – トゥール – ヴィエルゾン

- – アングレーム – ボルドー

- – ディゴワン – シャロン＝スュル＝ソーヌ

- – リヨン – Pont-d'Ain

- – イヴレーア – トリノ

- – ヴェルグル – St. Johann – Lofer – ザルツブルク

- – Altenmarkt – Liezen

- – クラーゲンフルト – Loibl Pass – ナクロ

- – Letenye - Tornyiszentmiklós

- – Balatonkeresztúr – Nagyatád – Barcs – ヴィロヴィティツァ – Okučani – バニャ・ルカ – ヤイツェ – ドニ・ヴァクフ – ゼニツァ

- – スボティツァ – ソンボル – オシエク

- – ティミショアラ – アラド – オラデア – サトゥ・マーレ

- – ルゴージュ – Ilia

- – コンスタンツァ – アジジェア – ネグル・ヴォダ – カルダム

- – アシュタラク – ギュムリ – Ashotsk – Vale – Türkgözü – Posof  – カルス – Horasan

- – バトゥミ – Samtredia

- – リヨン – グルノーブル

- – ジュネーブ – シャンベリ – マルセイユ

- – ヴァランス – グルノーブル

- – オランジュ – マルセイユ

- – トリノ – サヴォーナ

- – リエカ – プーラ – コペル

- – ビハチ – ヤイツェ – ドニ・ヴァクフ – ゼニツァ – サラエヴォ – ウジツェ – チャチャク – クラリェヴォ – クルシェヴァツ – ポヤテ – パラチン – ザイェチャル

- – サラエヴォ – ポドゴリツァ → アルバニア

- – ベオグラード – チャチャク – ノヴァ・ヴァロシュ – ビイェロ・ポリェ

- – ドロベタ＝トゥルヌ・セヴェリン – ニシュ

- – ヤブラニツァ – ヴェリコ・タルノヴォ – シュメン

- – ポポヴィツァ – スタラ・ザゴラ – ブルガス

- – コインブラ – ヴィゼウ – ヴィラ・レアル – Chaves – ベリン

- – ブラガンサ – グアルダ – カステロ・ブランコ – ポルタレグレ – エヴォラ – ベージャ – Ourique

- – サラマンカ – メリダ – セビリア

- – ビルバオ – ログローニョ – サラゴサ

- – Famalicão – Chaves

- – Torres Novas – アブランテス – カステロ・ブランコ – グアルダ

- – ローマ – サン・チェザーレオ

- – サッサリ – オルビア … チヴィタヴェッキア – ends at E80

- – アヴェッリーノ – サレルノ

- – ナポリ – アヴェッリーノ – ベネヴェント – カノーザ・ディ・プーリア

- – バーリ – ターラント

- – スペッツァーノ・アルバネーゼ – シバリ

- – コゼンツァ – クロトーネ

- – シチニャーノ・デッリ・アルブルニ – ポテンツァ – メタポント

- – サンテウフェミーア・ラメーツィア – カタンザーロ

- – ペトロヴァツ → アルバニア → プリズレン – プリシュティナ

- – オフリド → アルバニア

- – イオアニナ → アルバニア

- – ソフィア – キュステンディル – クマノヴォ

- – イズミット – ブルサ – バルケスィル – マニサ – イズミル – チェシュメ

- – マドリード – バレンシア

- – ハエン – グラナダ – マラガ

- 旧道 ニコシア – パフォス

- (no longer exists) – Girne (Kyrenia) – ニコシア – リマソール

- – マツァーラ・デル・ヴァッロ – ジェーラ

- – ブオンフォルネッロ – エンナ – カターニア

- – アルカモ – トラーパニ

- – ヨアニナ – アルタ – アグリニオ – メソロンギ

- – Aktio – Vónitsa – Amfilochia – カルペニシ – ラミア

- – トリポリ – スパルティ – Githio

- – エレウシス – テーバイ

## 著名な路線
- 最長の路線はE40号線で、フランスからカザフスタンまでを結び、総延長は8,000 km (5,000 mi)以上に及ぶ。
- 最短の路線はイタリア国内に終始する総延長22 km (14 mi)のE844号線とイギリス国内に終始する総延長30 km (19 mi)のE32号線。
- 最北端を通るのはE69号線で、北緯71度10分のノルウェー・ノールカップに至る。
- 最西端を通るのはE01号線で、西経9度10分のポルトガル・リスボンを経由する。
- 最南端を通るのはE75号線で、北緯35度6分のギリシャ・クレタ島に至る。
- 最東端を通るのはE127号線で、東経85度36分のカザフスタン・カプチャガイに至る。
- 最高地点はE008号線で、タジキスタンのパミール高原で標高は4272 m (13562 ft) に到達する。
- 欧州内における最高地点はE62号線で、スイスのシンプロン峠（英語版）で標高は2005 m (6365 ft) に到達する。
- 最低地点はE39号線で、ノルウェーのバムラフィヨルド・トンネル（英語版）で海面下262 m (832 ft) に到達する。